# Штаб армии (Шри-Ланка)
Штаб армии Шри-Ланки находится в военном штабном комплексе зданий армии Шри-Ланки. Расположенный рядом с Galle Face Green и вдоль улицы Нижнего озера, это комплекс также включает Министерство обороны. Кроме оперативных и административных помещений комплекс также содержит полковые центры нескольких полков и корпусов армии Шри-Ланки. До 2006 в комплексе так же располагался Военный госпиталь Коломбо, но в 2007 он переехал в пригород. Кроме всего выше перечисленного в комплекс входит спортивный комплекс армии.
Другой штаб армии Шри-Ланки расположен десятью километрами восточнее, в Пелаватте (6°53′28″ с. ш. 79°56′13″ в. д.).

## История
Комплекс был основан во время Британского колониального владычества, а во время Второй мировой он был расширен. Когда формировалась армия Цейлона после получения в 1949 году независимости, база была использована для расположения штаба.

### Атаки террористов
ТОТИ смогли дважды провести террористов-смертников на территорию комплекса при штабе армии. Первый раз это случилось 24 ноября 1995 года, когда две смертницы взорвали себя за пределами штаба армии. Погибло 16 человек (в основном гражданские). Второй теракт произошел 25 апреля 2006. Ещё одна террористка-смертница ТОТИ, под видом беременной женщины, идущей на клиническое обследование в Военном госпитале Коломбо, взорвала себя рядом с штабной машиной генерал-лейтенанта Саратха Фонсека. Хотя он был тяжело ранен, но смог выжить, но ещё восемь человек погибли и тридцать получили ранения. Это вызвало перемещение военного госпиталя в пригороде Коломбо.

## Директории
- Директория военной разведки
- Директория обучения
- Директория оплаты и учёта
- Директория по медицинскому обслуживанию
- Директория по реабилитации

## Список полков, которые имеют здесь полковые центры
- Инженеры Шри-Ланки
- Женский корпус Шри-Ланки
- Корпус стрелков Шри-Ланки